# Salenia goesiana
Salenia goesiana is een zee-egel uit de familie Saleniidae.
De wetenschappelijke naam van de soort werd in 1874 gepubliceerd door Sven Ludvig Lovén.